# Isocladiellopsis timodanii
Isocladiellopsis timodanii là một loài rêu trong họ Sematophyllaceae. Loài này được Tan, B. mô tả khoa học đầu tiên năm 2011.